# Victoria (okręg Braiła)
Victoria – wieś w Rumunii, w okręgu Braiła, w gminie Victoria. W 2011 roku liczyła 2211 mieszkańców.